# Braunschweiger Straße 6 (Magdeburg)

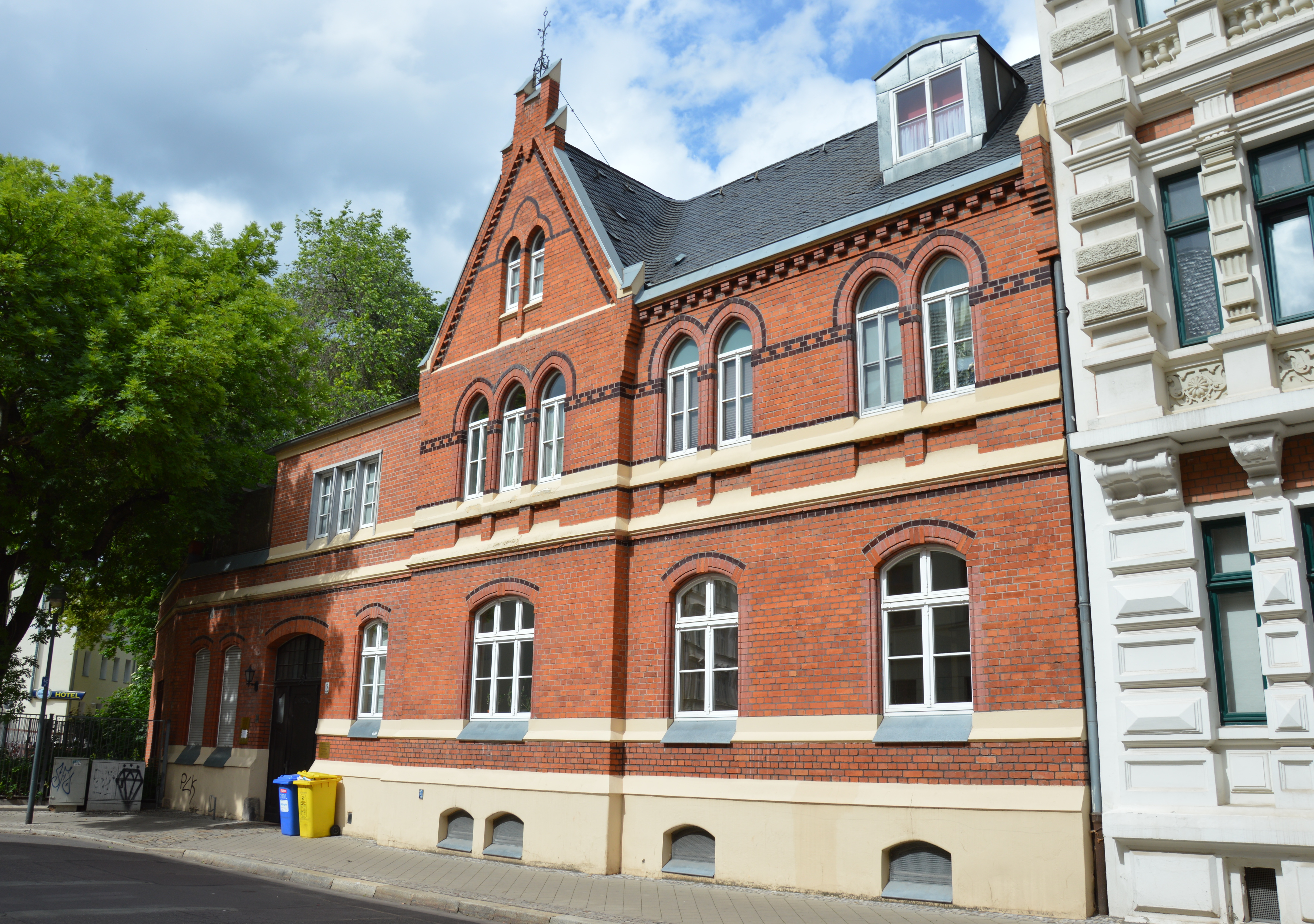
Braunschweiger Straße 6

Das Haus Braunschweiger Straße 6 ist ein denkmalgeschütztes Wohnhaus in Magdeburg in Sachsen-Anhalt.

## Lage
Es befindet sich in städtebaulich markanter Lage auf der Ostseite der Braunschweiger Straße unmittelbar an einer Biegung im Magdeburger Stadtteil Sudenburg. Das Gebäude gehört als  Einzeldenkmal zum Denkmalbereich Braunschweiger Straße 1–10, 98–108. Südlich grenzt das gleichfalls denkmalgeschützte Haus Braunschweiger Straße 5 an.

## Architektur und Geschichte
Das zweigeschossige rote Backsteingebäude entstand in den Jahren 1886/1887 als Wohnhaus für die Angestellten der benachbarten, zur Klausenerstraße gehörenden Villa Wolf. Villa und Wohnhaus gehörten zur Bauzeit dem Direktor der Magdeburger Bau- und Creditbank, Albert Marcks. Am Wohnhaus befand sich auch die Remise. Die Gestaltung des Wohnhauses nimmt die Architektursprache der Villa auf und ist ebenfalls im Stil der Neogotik errichtet. Zur Straße hin besteht ein Mittelrisalit, der von einem hohen Giebel mit einem zinnenartigen Aufsatz bekrönt wird. Gesimse und Fenster sind mit dunkelbraun lasierten Ziegeln betont.
Im Denkmalverzeichnis für Magdeburg ist das Wohnhaus unter der Erfassungsnummer 094 81931 als Baudenkmal verzeichnet.
Das Gebäude gilt als wichtiges Beispiel der Backsteingotik der Hannoverschen Schule der zweiten Hälfte des 19. Jahrhunderts.